# Galdha
Galdha (nepalski: गल्धा) – gaun wikas samiti w zachodniej części Nepalu w strefie Lumbini w dystrykcie Palpa. Według nepalskiego spisu powszechnego z 2001 roku liczył on 683 gospodarstw domowych i 4589 mieszkańców (2320 kobiet i 2269 mężczyzn).